# Емі Картер
Емі Лінн Картер (англ. Amy Lynn Carter; нар. 19 жовтня 1967, Плейнс, Джорджія, США) — єдина дочка 39-го президента США Джиммі Картера та його дружини Розалін Картер. Потрапила в центр уваги громадськості ще дитиною, коли жила в Білому домі під час президентства Картера.

## Молодість й освіта
Народилася 19 жовтня 1967 року в Плейнс, штат Джорджія. До її народження сім'я провела голосування, чи варто батькам намагатися народити дочку. За словами її брата: «Сім'я проголосувала за рік до її народження за те, чи повинні батьки мати доньку, і через рік вона народилася. Ми навіть заздалегідь вибрали її ім'я зі словника Вебстера». До обрання батька губернатором Джорджії 1970 року росла в Плейнсі, а потім сім'я переїхала в особняк губернатора Джорджії в Атланті. 1976 року, коли їй було дев'ять років, її батька обрали президентом США, і сім'я переїхала до Білого дому. Навчалася у державних школах.
Після президентства батька переїхала до Атланти і провела останній рік середньої школи в Академії Вудворда в Коледж-Парку, Джорджія. Вона була службовцем у Сенаті під час літньої сесії 1982 року. Навчалася в Університеті Брауна, але 1987 року «через те, що не встигала за курсом» її виключили. Пізніше здобула ступінь бакалавра мистецтв у Мемфіському коледжі мистецтв і 1996 року ступінь магістра з мистецтвознавства в Університеті Тулейн у Новому Орлеані.

## Життя у Білому домі
У січні 1977 року переїхала до Білого дому, де прожила чотири роки. У цей період привертала велику увагу ЗМІ. Маленькі діти не жили в Білому домі з початку 1960-х років, коли Джон Ф. Кеннеді був президентом (і більше не жили після президентства Картера до інавгурації Білла Клінтона у січні 1993 року, коли переїхала Челсі).
З Картер у Білому домі жила сіамська кішка Місті Маларкі Їнь Янь. Наступним котом, який оселився у Білому домі став Сокс Білла Клінтона. Картер також прийняла слона зі Шрі-Ланки, якого передали до Національного зоопарку.

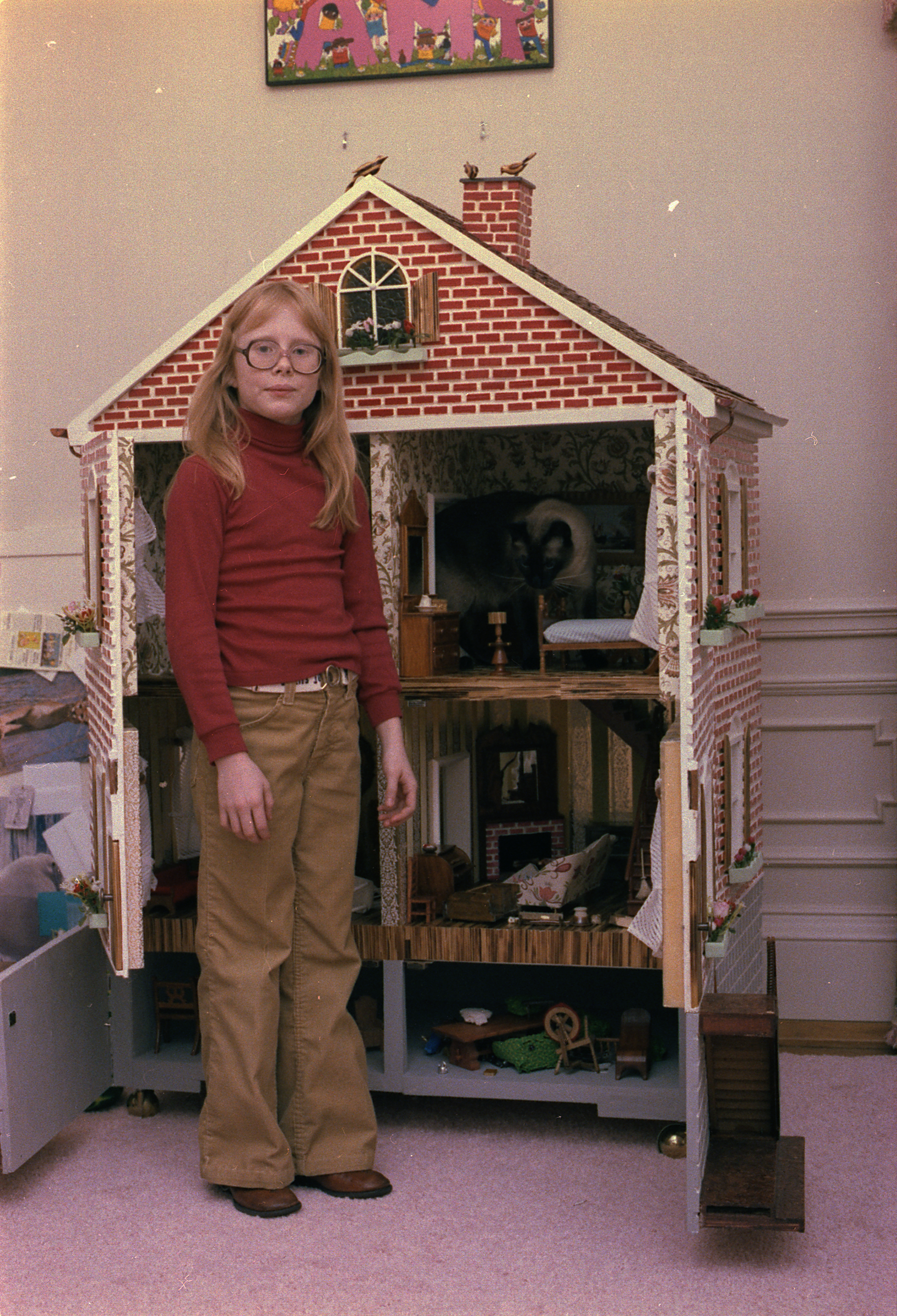
Картер в Білому домі зі своїм котом і ляльковим будинком, 1978 рік

Каталася на роликових ковзанах через Східну кімнату Білого дому і мала будиночок на дереві на Південній галявині. Коли запрошувала друзів на нічні вечірки у будиночок на дереві, агенти секретної служби вели спостереження за подією.
Мері Прінс (афроамериканка, засуджена за вбивство, згодом виправдана та помилувана) виконувала обов'язки її няньки у період з 1971 року до завершення президентства Джиммі Картера, отримавши роботу за програмою звільнених з в'язниці.
Картер не була в полі зору ЗМІ як Челсі Клінтон. Президент Картер згадав свою доньку під час дебатів 1980 року з Рональдом Рейганом, коли сказав, що запитав її, яке найважливіше питання на тих виборах, і вона відповіла: «контроль над ядерною зброєю».
Одного разу репортер запитав, чи вона має якесь послання для дітей Америки, вона подивилася в очі репортеру, подумала кілька хвилин і сказала: «Ні».

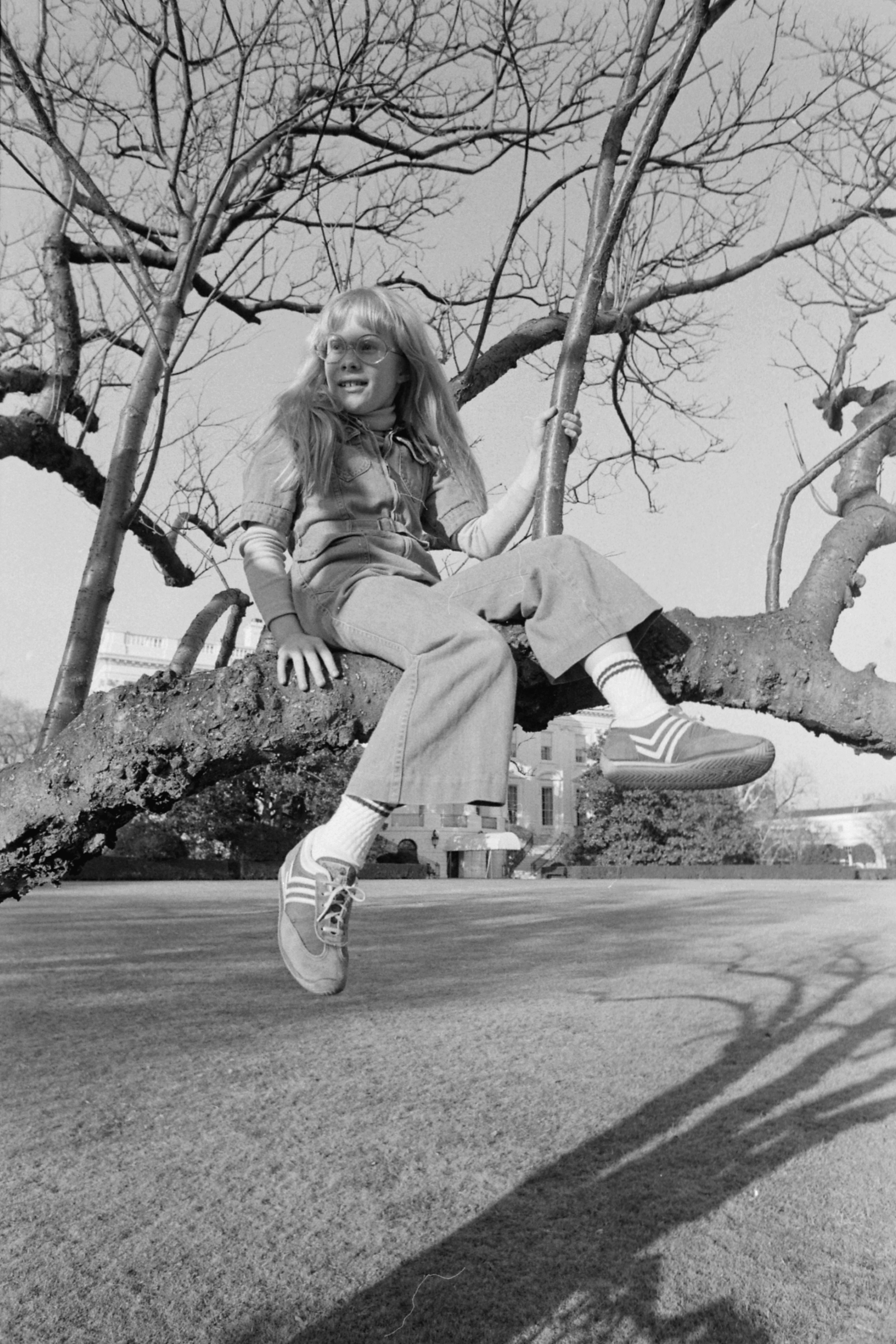
Картер грається на дереві біля Білого дому, 1977 рік

21 лютого 1977 року під час офіційного обіду в Білому домі для прем'єр-міністра Канади П'єра Трюдо дев'ятирічна Емі була помічена за читанням двох книжок «Чарлі та великий скляний ліфт» та «Історія Геттісбурзької промови».

## Активізм
Пізніше стала знана завдяки політичної активності. Брала участь у сидячих протестах і протестах у 1980-х і на початку 1990-х років, спрямованих на зміну зовнішньої політики США щодо південноафриканського апартеїду та Центральної Америки. Разом з активісткою Еббі Гоффман та ще 13 особами її заарештували під час демонстрації 1986 року в Массачусетському університеті в Емгерсті за протест проти вербування в ЦРУ. її виправдали за всіма звинуваченнями на широко розрекламованому судовому процесі в Нортгемптоні, штат Массачусетс. Адвокат Леонард Вайнґласс, який захищав Еббі Гоффмана на судовому процесі «Чиказька сімка» в 1960-х роках, використав тактику захист крайньої необхідності, успішно стверджуючи, що оскільки ЦРУ залучено до злочинної діяльності в Центральній Америці й інших гарячих точках, перешкоджання вербування на території кампусу було еквівалентним незаконному проникненню до палаючої будівлі.

## Особисте життя
Проілюструвала книгу батька для дітей «Маленька дитина Снугл-Фліджер» 1995 року.
У вересні 1996 року вийшла заміж за комп'ютерного консультанта Джеймса Грегорі Вентцеля, з яким познайомилася під час навчання в Тулейні. Вентцель працював менеджером у книжковому магазині «Chapter Eleven» в Атланті, де Картер працював неповний робочий день. У них є син Г'юго Джеймс Вентцель, який 2023 року знявся у другому сезоні реаліті-шоу «Претензія на славу». 2005 року пара розлучилася. 2007 року вийшла заміж за Джона Джозефа «Джея» Келлі. У них є син Еррол Картер Келлі.
З кінця 1990-х років Картер залишалася поза увагою, не брала участі в публічних заходах і рідко давала інтерв'ю. Член ради радників Центру Картера, який виступає за права людини та дипломатію.

## У масовій культурі
1978 року акторка Елісон Арнгрім утілила Картер в комедійному альбомі «Heeere's Amy», випущеному Laff Records.